# Sistema Operativo Sanitario de la Presidencia del Gobierno
El Sistema Operativo Sanitario (SOS) es una unidad médica integrada en la Presidencia del Gobierno creada en 1989 para la asistencia sanitaria y atención integral a la salud del presidente, expresidentes, vicepresidentes y ministros, así como a altos mandatarios y dignatarios de gobiernos extranjeros que se encuentren en España.
Este sistema sanitario presidencial está integrado por personal de la Consejería de Sanidad de la Comunidad de Madrid.
En agosto de 2019 el Ministerio de la Presidencia inició los trámites para trasladar el SOS a las instalaciones que actualmente ocupa el Departamento de Publicaciones de dicho Ministerio, debido a problemas en las instalaciones actuales y de espacio. Asimismo, se ha elegido esa ubicación para situarlo cerca del Gabinete Médico del Ministerio y así mejorar la coordinación entre ambos órganos.

## Composición
El Sistema Operativo Sanitario lo forman:
- Un director.
- Siete médicos.
- Siete diplomados en enfermería.
- Doce miembros de las Fuerzas y Cuerpos de Seguridad del Estado, que realizarán asimismo las funciones de conductores de UVI móvil (pertenecientes a la Guardia Civil y a la Policía Nacional[5]).
- Dos ambulancias UCI móvil, medicalizadas y banalizadas.
- Una Unidad Asistencial Sanitaria, ubicada en el Departamento de Seguridad Nacional.
- Una Unidad Asistencial Sanitaria de Altos Mandatarios y Dignatarios ubicada en el Hospital Universitario La Paz.

En función de las necesidades que se presenten, puede recabarse la colaboración de otros especialistas seleccionados en calidad de consultores.

## Presupuesto
El Ministerio de la Presidencia, a través de los Presupuestos Generales del Estado, destina a la Consejería de Sanidad de la Comunidad de Madrid 150.000€ para el mantenimiento y disponibilidad de 2 ambulancias y una  unidad de asistencia sanitaria en el Hospital Universitario La Paz.
Los sueldos del personal destinado a esta unidad, así como todo el material sanitario necesario, corren a cargo de la Consejería de Sanidad de la Comunidad de Madrid.